# 코피미즘 선교 교회

코피미즘 선교 교회 문양

Ctrl-C, Ctrl-V

코피미즘 선교 교회(스웨덴어: Det Missionerande Kopimistsamfundet)는 2010년 철학을 전공하는 대학생 이사크 게르손(스웨덴어: Isak Gerson)이 창시한 스웨덴에 있는 종단으로서 파일 공유에 치중한다. 신도회장은 구스타프 니페이고 본부는 스웨덴에 있다. 코피미즘(Kopimism)이란 "Copy-Me-ism"에서 나온 말로 "나를 복사하라"는 의미의 사상을 담고 코피미즘 선교 교회에서는 이 코피미즘을 신봉한다.

## 코피미스트 자격과 성향
코피미스트(Kopimist)가 되고자 특별히 필요한 자격 요건은 없다. 코피미즘 선교 교회를 창시한 이사크 게르손이 말한 바로는, 코피미즘 선교 교회에서는 거룩한 정보, 즉 온라인상 모든 콘텐츠를 숭배하고 열심히 퍼 나르는 모든 사람을 통틀어 코피미스트라고 부른다. 이 사람들은 영화 음악 사진을 위시한 온라인상 모든 정보 콘텐츠를 성스럽게 간주하며 복제하고 공유해 신성 극대화를 추구한다. 역사상 관점에서 세상의 유익한 정보를 가능한 한 많은 사람이 무제한 공유해야 한다는 신념이 있다. 파일 공유를 방해하는 저작권법은 이 사람들이 가장 경계하는 악으로서 SOPA를 발의한 의원은 기독교의 적 그리스도격이이며, 이 사람들은 온라인 콘텐츠의 자유로운 공유를 기본 사상으로 하고 CTRL+C[복사]와 CTRL+V[붙이기]를 성행(聖行)으로 간주한다.

## 창시
창시한 이사크 게르손은 스웨덴 웁살라 대학교에서 철학을 전공하던 학생이었다. 스웨덴 해적당 산하 청년단체에서 회원으로서 활동하기도 하였다. 이사크 게르손은 인터넷에서 얻을 무한한 콘텐츠의 유용성에 감명받았고 특정한 개인이나 기업에 방대한 지식과 자료가 묶여 있어서 아주 안타깝게 생각해 종교를 창시한다. 정식 종교로서 스웨덴 당국에 지원서를 제출하지만 스웨덴 당국에 의거해 "정식 종교가 되려면 의식 일련과 기도하는 시간이 있어야 한다"는 이유로 거부당한다.

## 당국의 공인
당국의 거부 이후 이사크 게르손은 "성스러운 정보를 복제하고 공유하여 하는 가치 배가가 코피미즘의 종교 의식"이라고 규정한다. 결국 세 번째 시도한 2012년 1월 5일, 스웨덴 당국은 코피미즘 정신을 구현하는 신흥종교인 코피미즘 선교 교회를 정식으로 인정하고 교회의 설립도 허가했다. 당시 이사크 게르손은 BBC와 한 인터뷰에서 "행정부에서 종교로서 받은 인정은 우리 교단의 큰 발전"이고 우리 모두 언젠가 처벌을 두려워하지 않고서 (코피미즘) 신념을 지키면서 생활할 날을 향한 일보를 내딛게 됐다"고 밝혔다. 당시 공식 집계된 신도 수효는 3000명으로 이것은 6개월 전 1000명보다 무려 3배나 증가된 수치다. 이사크 게르손은 이 사람들 중 일부는 매주 음악이나 영화 파일을 공유하고자 만나기도 한다고 말한다.

## 코피미즘 혼인식
2012년 4월 28일 코피미즘 선교 교회는 첫 번째 정식 혼인식을 개최하였다. 이탈리아 국적인 코피미스트 남성과 루마니아 국적인 코피미스트 여성의 코피미즘 혼인식은 세르비아 베오그라드에서 열렸다. 혼인식 당시 가이 포크스 가면과 음성 변조기에 의거해 코피미즘 의식이 이루어졌다. 창시한 이사크 게르손을 비롯한 코피미즘 선교 교회 지도자들은 혼인식 증인으로서 참가하기도 했다.

## 같이 보기
- 스웨덴 해적당
- 파이러트베이
- 파일 공유
- en:Information wants to be free
- en:Anti-copyright